# Jenni Lagerberg
Jenni Lagerberg, född Heyman den 10 maj 1867 i Göteborg, död den 3 juli 1958 i Hedvig Eleonora församling, Stockholm, var en svensk skulptör, målare och konsthantverkare.
Hon var dotter till grosshandlaren Theodor Heyman och Hilda Rosalie Davidsson samt yngre syster till Anna som Ernst Josephsons porträtterade i Fröken Anna Heyman, gift Bagge. Hon var från 1888 gift med intendenten vid Göteborgs museum kammarherre Carl Lagerberg. Efter avslutad skolgång vid Elementarläroverket för flickor i Göteborg studerade hon konst för Edvard Brambeck och under en vistelse i Paris 1884. Efter att hennes man avled återupptog hon sina konststudier 1923–1928. Hon räknades som en mycket skicklig kopist inom porträttgenren men utförde även egna kompositioner. Hon medverkade i Göteborgs konstförenings utställning på Valand 1902 och i utställningen Svensk konst i Helsingborg 1903. Hennes konst består av porträttreliefer, gravornamentering och mindre keramiska skulpturer. Lagerberg är representerad vid Thielska galleriet med ett porträtt av Friedrich Nietzsche, Göteborgs historiska museum med en kopia av Jacob Heinrich Elbfas statyett av Gustav II Adolf, Kungsholmens kyrka med en kopia av Peter Paul Rubens Berggreven Jacob van Dyck och i Göteborgs stadsbibliotek med medaljonger av grosshandlaren Anders Wilhelm Levgren och riksdagsman Lars Månsson. Hon är begravd på Galärvarvskyrkogården i Stockholm.